# CJ ENM Entertainment Division
CJ ENM Entertainment Division (hangul: 씨제이이엔엠 엔터테인먼트 부문) är ett sydkoreanskt företag som är aktivt inom flera områden av branscherna underhållning och media.

## Historia
CJ E&M bildades 2010 under namnet O Media Holdings efter att de sju företagen CJ Media, On-Media, Mnet Media, CJ Entertainment, CJ Games, CJ Internet och CJ O Shopping slagits samman till ett. Företaget genomförde namnbyte 2011 till nuvarande namnet CJ E&M som står för CJ Entertainment & Media. Bolaget ägs av CJ Group.

## Divisioner
CJ E&M är uppdelat i fyra divisioner.
- CJ E&M Broadcasting Division driver olika kabel-TV-kanaler, störst av dem tvN.
- CJ E&M Film Division producerar och distribuerar film och TV-serier.
- CJ E&M Music Performance Division producerar och distribuerar musik och fungerar som en agentur för artister och skådespelare.
- CJ E&M Smart Media Division driver olika webbplatser relaterade till underhållning och media.
- CJ E&M Game Division var en tidigare division som blev ett eget företag 2014 och stod för produktion och distribution av datorspel.

## CJ E&M Music Performance Division
CJ E&M Music Performance Division, även känd som CJ E&M Music and Live, eller Mnet Media, är en division av CJ E&M som fungerar som musikförlag, skivbolag och talangagentur, ansvarig för bland annat musikproduktion och musikdistribution. Mnet Media bildades 1994 som Mediopia Technology och var ett av de sju bolagen som slogs samman 2010 för att bilda CJ E&M.
Mnet Media investerar i musikproduktion och samarbetar med andra skivbolag och agenturer för att distribuera hundratals titlar per år. Musikvideor och annat innehåll laddas upp på den officiella Youtube-kanalen CJENMMUSIC som har fler än två miljoner prenumeranter. CJ E&M hade tidigare duopol på musikdistribution i Sydkorea tillsammans med LOEN Entertainment men har under senare år fått konkurrens av KT Music. Divisionen driver även den digitala musiktjänsten Mnet.com och musikkanalen Mnet, samt förser mobilt musikinnehåll till samarbetspartnerna LG och Naver.
Skivbolaget är hem för ett flertal sydkoreanska artister och musikgrupper, samt hanterar kontrakt åt en del sydkoreanska skådespelare. Några av de mest framgångsrika artisterna har varit Lee Hyori (tidigare), Baek Ji-young, Davichi och SG Wannabe. CJ E&M är också moderbolag till ett flertal skivbolag som opererar inom Mnet Media eller självständigt under divisionen. De inkluderar 1877 Entertainment, AOMG, Hi-Lite Records, MMO Entertainment och The Music Works. Tidigare dotterbolag inkluderar FNC Entertainment, Core Contents Media och Good Entertainment.

### Artister 2017
- Baek Ji-young
- Boys24
- Davichi
- Emma Wu
- Eric Nam
- GB9
- Heize
- Hong Dae-kwang
- Kim Feel
- Kim So-hee
- Minzy
- Park Bo-ram
- Roy Kim
- SG Wannabe
- Son Ho-young

### Tidigare artister
- Busker Busker (2012)
- Hong Jin-young
- I.O.I (2016–2017)
- JJY Band (2015–2016)
- Jo Sung-mo
- Jung Joon-young (2013–2016)
- Kim Jong-kook (2007–2008)
- Lee Hyori (2006–2010)
- Lee Seok-hun
- Ock Joo-hyun
- Spica (2012–2017)
- SWAN (2007–2008)
- Turbo (1995–2000)
- Wable (2016–2017)
- Yangpa
- Yoon Jong-shin